# FC Internationale Berlin
Der FC Internationale Berlin 1980 e. V. ist ein Fußballverein in Berlin-Schöneberg mit über 1300 Mitgliedern. In der Saison 2021/22 nahmen 21 Erwachsenen- und 31 Jugendteams am Spielbetrieb teil. Die Herrenmannschaft spielt in der Staffel 2 der Landesliga, die Frauen spielen Verbandsliga und in allen Jugendklassen ist man in der höchsten Berliner Liga (Verbandsliga) vertreten.

## Geschichte
Der Club wurde 1980 als Antwort auf die zunehmende Kommerzialisierung des Berliner Fußballs gegründet. Die Gründer um Karl-Heinz Hamburger waren vehemente Verfechter des Amateurgedankens. Fußball – auch leistungsorientierter – sollte aus Leidenschaft und Spaß gespielt werden, nicht gegen Geld. Obwohl dieses Prinzip bis heute aufrechterhalten wird, spielt der Verein mit seiner 1. Männermannschaft in der Berliner Landesliga. Mit 31 Jugendteams hat der Verein mittlerweile die größte Jugendabteilung im Bezirk Tempelhof-Schöneberg. Die Punktspiele der Männer finden auf dem Schöneberger Dominicusplatz statt. Die vereinseigene Sportanlage am Südkreuz, in der die meisten Jugendteams spielen, wurde 2012 nach einer Umfrage unter den Mitgliedern zur Inter-Arena umbenannt. Zur Saison 2022/23 soll nach sechs Jahren der sanierte Platz an der Ella-Barowsky-Straße 62 (vormals Tempelhofer Weg) eingeweiht werden.

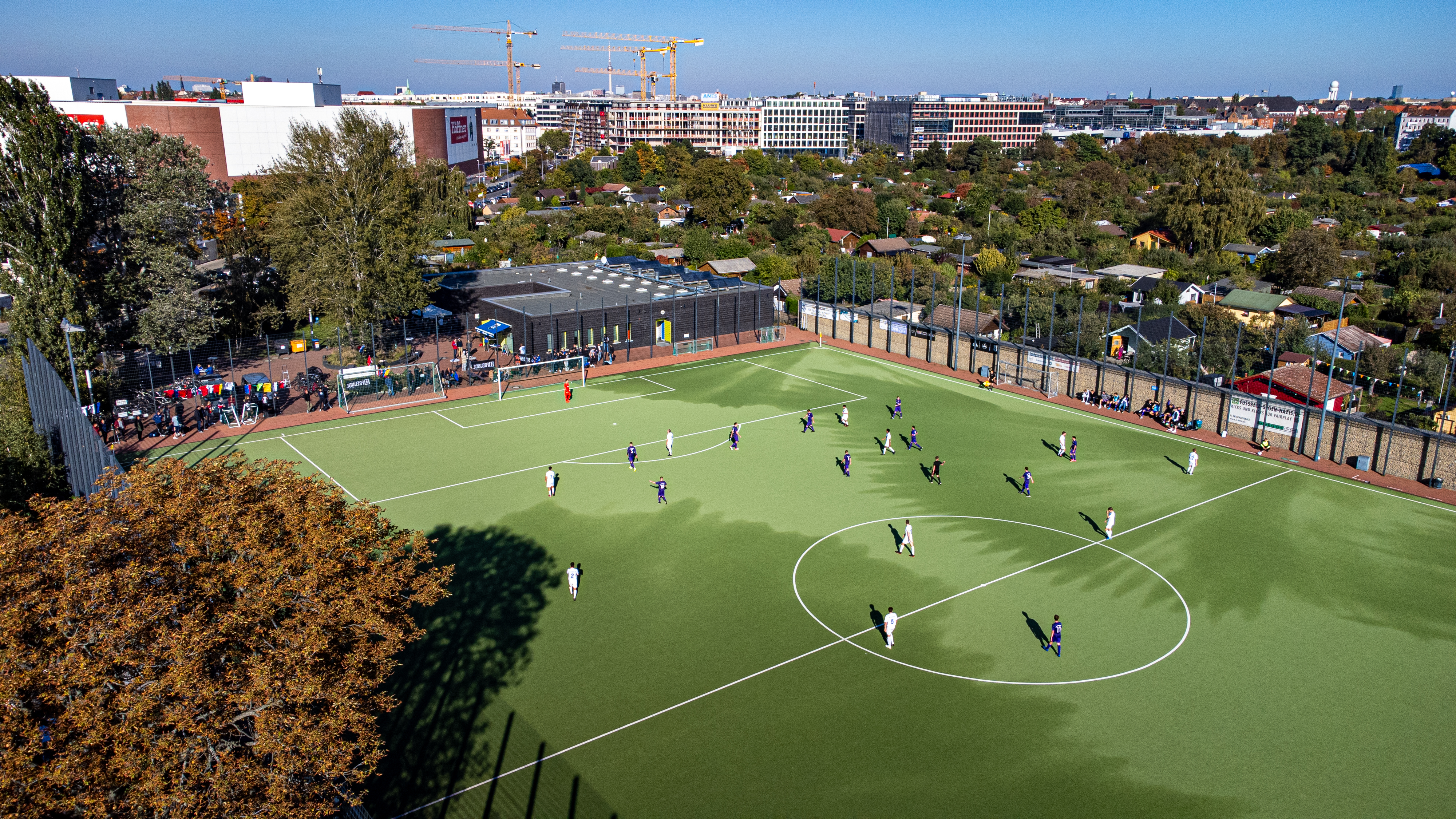
Inter-Arena von oben (Foto Verein)

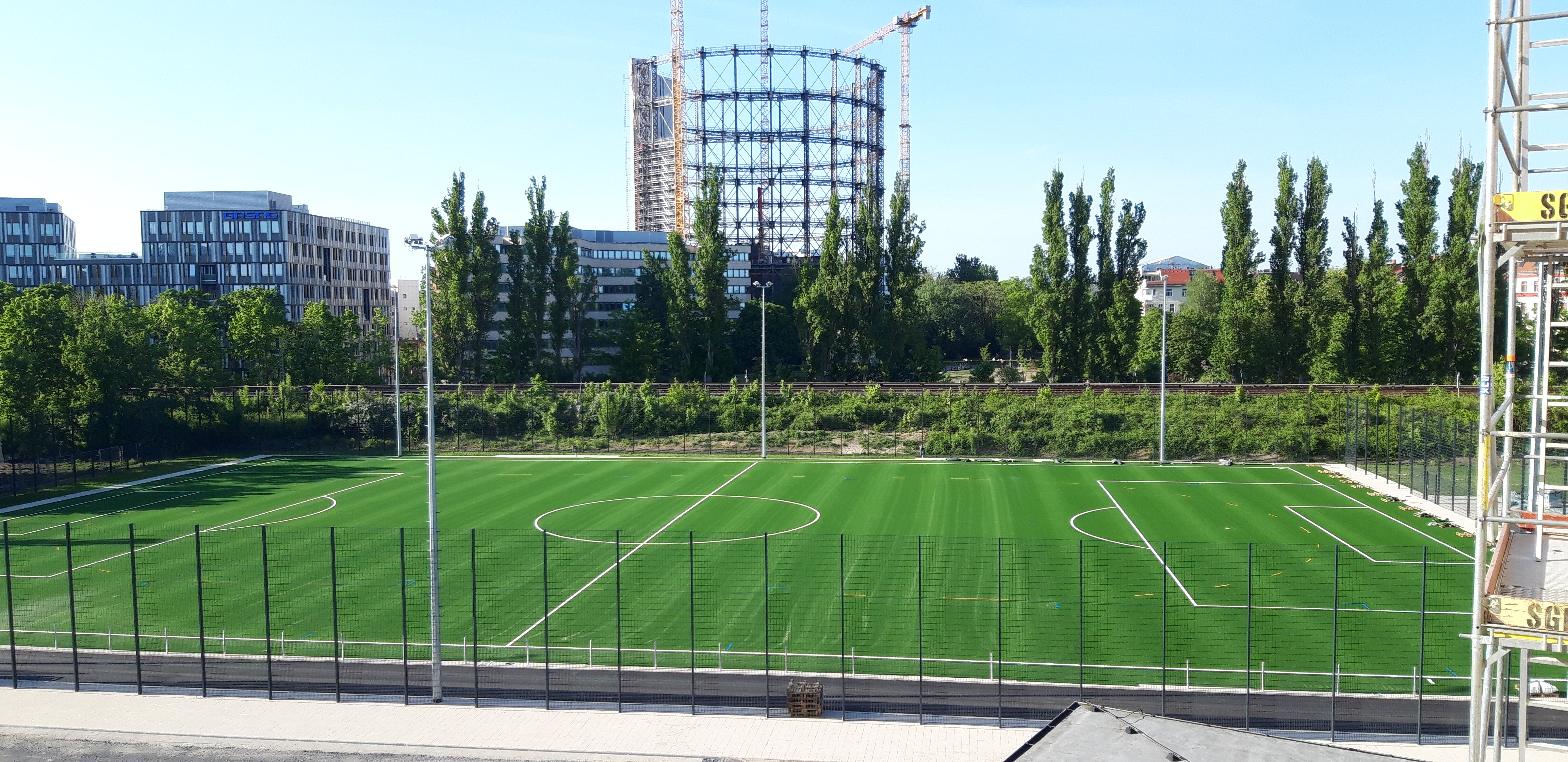
Sportplatz Ella-Barowsky-Straße 62 (Foto Verein)

Ungewöhnlich ist, dass der Verein bis heute auf Trikotsponsoring verzichtet. Anstelle einer Werbebotschaft spielen die Erwachsenen und Jugendlichen mit dem Slogan „No Racism“ auf der Brust. Der Club will damit ein klares Signal gegen Rassismus und Rechtsradikalismus setzen. Darüber hinaus kooperiert der Verein seit Anfang der 2000er-Jahre mit Trägern der Flüchtlingshilfe, den Berliner Werkstätten für Menschen mit Behinderung sowie fünf Schulen und ist seit 2017 Mitglied im Unternehmensnetzwerk Südkreuz. Der eigens eingerichtete Inter-Sozial-Fonds sorgt für Teilhabe aller an den Vereins-Aktivitäten. Im Inter-Club-Voltaire diskutieren Senioren die Themen der Zeit. 2022 trat man dem Bündnis gegen Antisemitismus Tempelhof-Schöneberg und der bezirklichen Zukunftscharta Grüner Hirsch bei.
Unter den mehr als 1300 Mitgliedern finden sich Menschen aus über 70 Nationen. Die Wurzeln vieler Kinder und Jugendlicher betrachtet, käme man sogar auf rund 80 verschiedene Herkunftsländer. Der Verein ist seit 2007 „Integrationsstützpunkt“ der Sportjugend im Landessportbund Berlin. Seit 2015 existiert eine Kooperation der Jugendabteilung mit dem 1. FC Union Berlin. Außerdem gibt es Beauftragte für Kinderschutz, Ehrenamt und Antidiskriminierung.

## Bedeutung

### Interkulturelle Integration im Fußball
Beim FC Internationale Berlin stehen nicht nur sportliche Leistungen im Fokus. Die besondere Bedeutung dieses Fußballvereins besteht vielmehr darin, dass der Club bereits zu Gründungszeiten ein internationales Konzept propagierte und damit Trendsetter war. Heute sind Multikulti und Integration gesellschaftspolitisch weitgehend akzeptierte Themen geworden, internationale Spielereinkäufe im Fußballbereich keine Seltenheit mehr.
Sowohl die Namenswahl als auch die sportliche Praxis im Training sowie die Zusammenstellung von Mannschaften drücken den internationalen Anspruch aus. Der Vereinsname sorgte in West-Berlin, wo der Verein gegründet wurde, für ein sportpolitisches Aufsehen. „Sportfunktionäre vom Landessportbund und dem damaligen Verband der Berliner Ballsportvereine (VBB) fanden den Namen ‚Internationale‘ anstößig, er habe wegen des ‚e‘ am Ende einen ‚kommunistischen Beiklang‘.“ (Süddeutsche Zeitung, 1. September 1982). Diverse Solidaritätsbekundungen, auch von Profis wie Ewald Lienen und Rudi Völler, unterstützten schließlich erfolgreich die Namensgebung. Heute stellt der Verein Mitglieder in Gremien des Berliner Fußballverbandes und begleitet in Publikationen kritisch die Entwicklung des Amateur- und Jugendfußballs – vor allem die zunehmenden Geldflüsse und Einflüsse von vermögenden Einzelpersonen, aber auch die zunehmende Belastung des Ehrenamtes und die fehlende Unterstützung des Sports durch die Berliner Politik.

### Sportpolitische Debatten
Der Verein hat bewusst Fußballturniere veranstaltet, die den Gedanken der Völkerverständigung fördern sollten. Ein Beispiel dafür sind Einladungen von Amateur-Mannschaften aus dem Ostblock zu einem Friedensturnier zu Ostern 1982, also zu Zeiten des Wettrüstens und der im Widerstand dazu sich artikulierenden Friedensbewegung. Dies entfachte zum wiederholten Male die sportpolitische Debatte innerhalb der Bundesrepublik Deutschland, ob und inwiefern sich Sportvereine und der Sport überhaupt in politische Fragen einzumischen habe. Von offizieller Verbands-Seite hieß es dazu: „Der Weg zum Frieden kann nicht über den Sportplatz führen.“
Der Verein richtet den „Inter-Kultur-Cup“ aus, ein Turnier für Kinder, Jugendliche und Erwachsene verschiedener Herkunft, Neigung, Milieus, Konfession und kulturellem Hintergrund. Seit 2013 ist der Verein Gastgeber für die Berliner Meisterschaften der Werkstätten für Menschen mit Behinderung, mit denen man kooperiert. 2016 gründete man zusammen mit mehreren Fußball-NGOs (streetfootballworld, RheinFlanke, Bunt kickt gut, Amandla, Fußball Grenzenlos u. a.) das „Berliner Netzwerk Fußball und Gesellschaft“. Im Jahr 2019 feierte man 25 Jahre antirassistisches Engagement mit dem NO-RACISM-CUP der Mädchen- und Frauenabteilung.
Im Rahmen der Fußball-Europameisterschaft 2021 wurde auf einem Sondertrikot das altbekannte "NO RACISM"-Logo des FC Internationale von den Vereinsmitgliedern neu interpretiert und von Designer und Inter-Spieler Janek von Lessen (Vanliners) designt. Im Zuge eines Videodrehs bekamen Spieler und Spielerinnen des FC Internationale die Möglichkeit, sich und ihren Verein in aller Internationalität und Vielfalt darzustellen. Die Videos hatten auf den sozialen Netzwerken großen Erfolg, ein Werbespot wurde in Kooperation mit Adidas sogar im Fernsehen unmittelbar vor den Spielen der deutschen Nationalmannschaft ausgestrahlt.

### Förderung des Frauenfußballs und Gleichstellung
Schon 1981, ein Jahr nach Vereinsgründung, hatte der FC Internationale sein erstes Frauenteam. Für überregionales Aufsehen sorgte auch die Verpflichtung von Mirjana Kovacev als Trainerin im Jahr 1997. Erstmals in der Geschichte des deutschen Fußballs trainierte eine Frau in der Saison 1997/98 eine männliche Landesligamannschaft. Und Uli Hoeneß frotzelte via Morgenmagazin: „Wo geht die bloß duschen?“
Heute hat der Verein 5 Mädchen- und 4 Frauenteams; die D-Mädchen gewannen 2006 die Berliner Meisterschaft und den Pokal.

### Nachhaltigkeit
Die im Oktober 2020 von Vereinsmitgliedern gegründete AG Nachhaltigkeit arbeitet daran, den Verein gleichbedeutend auf sozialer, ökologischer und ökonomischer Ebene nachhaltiger zu machen. Aktuelle Projekte umfassen u. a. die Reduktion und den Ausgleich von CO2-Emissionen, die Umstellung auf ökologisch und fair hergestellte Fanartikel, die schrittweise Umstellung des Caterings auf regionale und gesündere Produkte sowie die Sensibilisierung der Vereinsmitglieder. 2021 wurde der Verein in diesem Zusammenhang von der TÜV Rheinland als erster Amateurverein auf Nachhaltigkeit zertifiziert und strebt eine kontinuierliche Weiterentwicklung in diesem Bereich an. Jährlich findet ein Nachhaltigkeitstag statt, um das Engagement hervorzuheben und möglichst viele Menschen darüber zu informieren. Besonders tut sich der FC Internationale im Bereich der sozialen Nachhaltigkeit hervor. Für sein Engagement wurde der Verein im Januar 2023 mit dem Großen Stern des Sports in Gold ausgezeichnet.

### Preise und Auszeichnungen
- Ernennung durch den Landessportbund zum Integrationsstützpunkt (seit 2007)
- Dreifacher Gewinn eines Stern des Sports in Bronze bzw. Silber für Integrations- und Jugendarbeit (2006, 2008 und 2009)
- Träger des Sepp-Herberger-Preises für vorbildliche Jugendarbeit (2006)
- Integrationspreis des Berliner Fußballverbands (2009)
- Mete-Eksi-Preis (2009)
- Band für Mut und Verständigung (2010)[7]
- Innovationspreis des Berliner Sports (2011)[8]
- Eberhard-Bernatzky-Preis des Berliner Fußballverbands für vorbildliche Jugendarbeit (2012)
- DFB-Wissenschaftspreis für Männer-Trainer Georg Froese (2013)[9]
- Integrationspreis des DFB und von Mercedes-Benz (2013)[10]
- Preis des Berliner Fußballverbandes für sozial-gesellschaftlichs EngIntegrationspreis für Berliner Fußballklubagement (2014)
- Botschafter für Demokratie und Toleranz (2015)
- Großer Berliner Stern des Sports in Silber (2016)[11]
- Stern des Sports in Gold (2017)
- Gütesiegel des Berliner Fußballs (2021)
- Zukunftspreis des Berliner Sports (2021)
- Responsible Sports Award in der Kategorie Breitensport (2022)
- Großer Stern des Sports (2022)

### Kooperationspartner
- Berliner Fußballverband (BFV)
- Integration durch Sport – seit 2006 offizieller Stützpunkt (Programm des DOSB und des Bundesministers des Innern)
- 1. FC Union Berlin und SV Babelsberg 03
- Mehrere Schulen in Tempelhof-Schöneberg (Fußball AGs, Arbeit mit Geflüchteten)
- Schülerclub Oase
- Sportbetonte Otto-Hahn-Oberschule Neukölln
- Berliner Werkstätten für Menschen mit Behinderung – Berliner Meister 2012–2016, Deutscher Meister 2016 (Training)
- Flüchtlingsprojekt „Champions ohne Grenzen Kids“ (Training)
- Flüchtlingsprogramm „Internationale Kompetenz“ (Training mit Jugendlichen)
- Rheinflanke Berlin gGmbH (anerkannter Träger der Jugendhilfe)
- Berliner Netzwerk Fußball und Gesellschaft (Netzwerk von Initiativen, Vereinen und Verbänden)
- Unternehmensnetzwerk Südkreuz
- Bündnis gegen Antisemitismus Tempelhof-Schöneberg
- Landessportbund Berlin
- Zentrum für nachhaltige Unternehmensführung (ZNU)
- Grüner Hirsch – Zukunftscharta Tempelhof-Schöneberg

### Titel und Erfolge
- 2006: Gewinn der Berliner Meisterschaft und des Pokals bei den D-Juniorinnen
- 2005: Aufstieg der D-Juniorinnen und 2007 der C-Juniorinnen in die Verbandsliga
- 2009: Aufstieg der D-Junioren in die Verbandsliga
- 2011: Aufstieg der C-Junioren in die Verbandsliga
- 2013: Berliner Vizemeisterschaft der B-Juniorinnen in der Halle
- 2013: Aufstieg der Frauen in die Verbandsliga[12]
- 2014: Aufstieg der Herren in die Berlin-Liga[13]
- 2015: Aufstieg der A- und B-Junioren in die Verbandsliga Berlin
- 2016: Aufstieg der Ü60 in die Verbandsliga Berlin
- 2017: Berliner Meisterinnen im Hallenfußball (Frauen)
- 2017: Berliner Meisterinnen im Futsal (Frauen)
- 2017: Berliner Meisterschaft der jüngeren C-Junioren
- 2019: Gewinn der Berliner Meisterschaft der Ü60
- 2024: Gewinn der Deutschen Meisterschaft der Ü60[14]
- Ewige Tabelle der Berlin-Liga: 71. Platz

## Statistik der Herren ab 1990
| Saison  | Spielklasse | Liga                    | Position | Spiele | S  | U  | N  | Tore   | Differenz | Punkte | Pokal (Berlin)                                          | Bemerkungen |
| ------- | ----------- | ----------------------- | -------- | ------ | -- | -- | -- | ------ | --------- | ------ | ------------------------------------------------------- | --- |
| 1990/91 | VI          | Kreisliga A – Staffel 2 | 09/16    | 30     | 11 | 03 | 16 | 038:45 | 0−7       | 25:35  | 3. Runde (1:3 gegen Hertha 03 Zehlendorf)               | |
| 1991/92 | VI          | Kreisliga A – Staffel 2 | 08/16    | 30     | 13 | 08 | 09 | 049:41 | 0+8       | 34:26  | 2. Runde (2:4 gegen SC Gatow)                           | |
| 1992/93 | VII         | Kreisliga A – Staffel 4 | 07/16    | 30     | 10 | 10 | 10 | 041:48 | 0−7       | 30:30  | 1. Runde (2:3 gegen Eintracht Mahlsdorf)                | Liga-System Umstrukturierung                                                                                       |
| 1993/94 | VI          | Bezirksliga – Staffel 2 | 02/14    | 26     | 13 | 09 | 04 | 060:31 | +29       | 35:17  | 1. Runde (1:2 gegen Blau-Weiß 90)                       | Aufstieg ▲ |
| 1994/95 | VI          | Landesliga – Staffel 2  | 09/16    | 30     | 09 | 09 | 12 | 040:46 | 0−6       | 27:33  | 3. Runde (0:4 gegen Mariendorfer SV)                    | Liga-System Umstrukturierung                                                                                       |
| 1995/96 | VI          | Landesliga – Staffel 2  | 11/16    | 30     | 10 | 09 | 11 | 044:49 | 0−5       | 39     | Qualifikation (1:5 gegen Berliner AK)                   | |
| 1996/97 | VI          | Landesliga – Staffel 1  | 08/16    | 30     | 12 | 07 | 11 | 049:44 | 0+5       | 43     | 2. Runde (0:1 gegen Frohnauer SC)                       | |
| 1997/98 | VI          | Landesliga – Staffel 2  | 05/16    | 30     | 12 | 10 | 08 | 032:31 | 0+1       | 46     | Qualifikation (0:1 gegen Berliner SV 92)                | |
| 1998/99 | VI          | Landesliga – Staffel 2  | 11/16    | 30     | 10 | 04 | 16 | 038:47 | 0−9       | 34     | 2. Runde (1:4 gegen TeBe Amateure)                      | |
| 1999/00 | VI          | Landesliga – Staffel 2  | 08/16    | 30     | 11 | 09 | 10 | 052:45 | 0+7       | 42     | 1. Runde (0:6 gegen Eintracht Mahlsdorf)                | |
| 2000/01 | VI          | Landesliga – Staffel 1  | 09/16    | 30     | 13 | 03 | 14 | 072:68 | 0+4       | 42     | –                                                       | |
| 2001/02 | VI          | Landesliga – Staffel 1  | 13/16    | 30     | 08 | 04 | 18 | 063:83 | −20       | 28     | –                                                       | |
| 2002/03 | VI          | Landesliga – Staffel 1  | 13/16    | 30     | 09 | 06 | 15 | 032:70 | −38       | 33     | 2. Runde (1:3 gegen FC Göztepe Berlin)                  | |
| 2003/04 | VI          | Landesliga – Staffel 2  | 15/16    | 30     | 07 | 07 | 16 | 037:70 | −33       | 28     | 1. Runde (1:3 gegen SG Stern Kaulsdorf)                 | Abstieg ▼ |
| 2004/05 | VII         | Bezirksliga – Staffel 2 | 04/16    | 30     | 16 | 02 | 12 | 066:60 | 0+6       | 50     | 1. Runde (1:2 n. V. gegen SC Staaken)                   | |
| 2005/06 | VII         | Bezirksliga – Staffel 3 | 03/16    | 30     | 19 | 03 | 08 | 079:40 | +39       | 60     | 1. Runde (1:3 gegen Eintracht Mahlsdorf)                | |
| 2006/07 | VII         | Bezirksliga – Staffel 3 | 02/16    | 30     | 18 | 06 | 06 | 087:50 | +37       | 60     | Qualifikation (4:5 n. E. gegen Alemannia 06 Haselhorst) | Aufstieg ▲ |
| 2007/08 | VI          | Landesliga – Staffel 2  | 15/16    | 30     | 07 | 03 | 20 | 052:91 | −39       | 24     | 2. Runde (1:4 gegen SF Kladow)                          | Abstieg ▼ |
| 2008/09 | VIII        | Bezirksliga – Staffel 3 | 10/16    | 30     | 11 | 06 | 13 | 048:58 | −10       | 39     | 2. Runde (0:1 gegen SSC Teutonia)                       | Liga-System Umstrukturierung                                                                                       |
| 2009/10 | VIII        | Bezirksliga – Staffel 1 | 08/16    | 30     | 12 | 05 | 13 | 054:65 | −11       | 41     | 3. Runde (3:6 gegen SV Norden-Nordwest)                 | |
| 2010/11 | VIII        | Bezirksliga – Staffel 2 | 06/16    | 30     | 13 | 07 | 10 | 074:68 | 0+6       | 46     | 1. Runde (2:3 gegen FC Grunewald)                       | |
| 2011/12 | VIII        | Bezirksliga – Staffel 2 | 05/16    | 30     | 14 | 05 | 11 | 088:76 | +12       | 47     | Achtelfinale (0:3 gegen TSV Rudow 1888)                 | |
| 2012/13 | VIII        | Bezirksliga – Staffel 1 | 02/16    | 30     | 22 | 03 | 05 | 127:32 | +95       | 69     | 2. Runde (2:4 gegen Lichterfelder FC)                   | Aufstieg ▲ |
| 2013/14 | VII         | Landesliga – Staffel 2  | 02/16    | 30     | 22 | 04 | 04 | 082:31 | +51       | 70     | 2. Runde (2:4 gegen 1. FC Wacker 21 Lankwitz)           | Aufstieg ▲ |
| 2014/15 | VI          | Berlin-Liga             | 16/18    | 34     | 09 | 08 | 17 | 042:62 | −20       | 35     | 1. Runde (5:7 n. E. gegen Wittenauer SC Concordia)      | Abstieg ▼ |
| 2015/16 | VII         | Landesliga – Staffel 1  | 09/16    | 30     | 13 | 01 | 16 | 062:63 | 0−1       | 40     | 2. Runde (0:5 gegen Tennis Borussia Berlin)             | |
| 2016/17 | VII         | Landesliga – Staffel 1  | 07/16    | 30     | 13 | 08 | 09 | 060:42 | +18       | 47     | 3. Runde (1:4 gegen Berliner AK 07)                     | |
| 2017/18 | VII         | Landesliga – Staffel 1  | 11/16    | 30     | 11 | 06 | 13 | 076:51 | +25       | 39     | Viertelfinale (0:1 gegen Eintracht Mahlsdorf)           | |
| 2018/19 | VII         | Landesliga – Staffel 1  | 10/16    | 30     | 12 | 03 | 15 | 044:57 | −13       | 39     | 1. Runde (1:2 gegen SF Johannisthal)                    | |
| 2019/20 | VII         | Landesliga – Staffel 2  | 03/16    | 20     | 12 | 05 | 03 | 048:26 | +22       | 41     | 1. Runde (3:4 gegen VfB Fortuna Biesdorf)               | Saison aufgrund der COVID-19-Pandemie vorzeitig abgebrochen; Platzierungen anhand der Quotientenregelung ermittelt |
| 2020/21 | VII         | Landesliga – Staffel 2  | 02/18    | 04     | 04 | 0  | 0  | 013:2  | +11       | 12     | 2. Runde (1:2 gegen Nordberliner SC)                    | Saison aufgrund der COVID-19-Pandemie vorzeitig abgebrochen                                                        |
| 2021/22 | VII         | Landesliga – Staffel 2  | 03/18    | 34     | 19 | 04 | 11 | 093:40 | +53       | 61     | 2. Runde (0:2 gegen Berliner SC)                        | |
| 2022/23 | VII         | Landesliga – Staffel 2  | 03/18    | 34     | 17 | 06 | 07 | 077:43 | +34       | 57     | 2. Runde (1:5 gegen TSV Mariendorf 1897)                | |
| 2023/24 | VII         | Landesliga – Staffel 2  | 04/16    | 30     | 16 | 04 | 10 | 082:51 | +31       | 52     | 1. Runde (2:3 n. V. gegen Pfeffersport)                 | |
| 2024/25 | VII         | Landesliga – Staffel 2  |          |        |    |    |    |        |           |        | 1. Runde (0:3 gegen MSV Normannia 08)                   | |

## Bekannte Spieler
- August Jean Diederich („Ski Aggu“)
- Linus Gechter
- Jella Haase
- Hasip Korkmazyürek
- Kolja Oudenne
- Eroll Zejnullahu